# Mala Gora, Kočevje
Mala Gora este o localitate din comuna Kočevje, Slovenia, cu o populație de 10 locuitori.